# 吴桂英 (1951年)
吴桂英（1951年10月—），女，汉族，浙江余姚人，中华人民共和国政治人物，中国共产党党员，第十一届全国人民代表大会浙江地区代表。毕业于浙江省委党校党政干部培训班。

## 生平
1969年6月至1979年在内蒙古生产建设兵团、巴彦淖尔盟乌兰布和农场任职。1979年，回到浙江省，历任慈溪县委组织部干事；慈溪县周巷区委副书记；慈溪市委组织部副部长、市委常委，组织部长。1990年起，历任宁波市人民政府民政局副局长、党委委员，副局长、党委副书记，局长、党委书记。1999年起，任浙江省人民政府民政厅副厅长、党组成员，党组书记、厅长。2008年起担任全国人大代表。